# Pueblo Nuevo (Valencia)
Pueblo Nuevo (en valenciano y oficialmente Poble Nou o Poblenou) es una pedanía de la ciudad de Valencia (España) perteneciente al distrito de los Poblados del Norte. Limita al oeste con Burjasot, al norte con Borbotó y Carpesa y al sur con Valencia. Su población censada en 2023 era de 942 habitantes.

## Historia
El núcleo de Pueblo Nuevo se halla alrededor de la iglesia de San Bernardo de Alcira, al sur de la población. A partir de ahí, se fue extendiendo hacia el norte en dirección a Borbotó a lo largo del camino de Moncada. A principios del siglo XX pasó a ser pedanía de Valencia, como las otras localidades del distrito.

## Demografía
| Gráfica de evolución demográfica de Pueblo Nuevo del Mar entre 1842 y 1887 |
| |
| Población de derecho según los censos de población del INE Población de hecho según los censos de población del INEEn 1897 este municipio desaparece porque se integra en el municipio Valencia |

La población de Pueblo Nuevo, que creció mucho desde principios del siglo XX comenzó una tendencia a la baja ya en la década de 1960 que sigue apreciándose en los últimos censos.
| Población | 1706 | 1563 | 1407 | 1238 | 1408 | 1512 | 1023 | 876 | 855 | 904 | 942 |

### Urbanismo
Es difícil definir el casco urbano, ya que la pedanía consiste en una serie de casas bajas alineadas al borde del camino de Moncada, y sus alrededores están compuestos por huerta. Así pues, la población se distribuye entre esta línea de edificaciones y las alquerías dispersas entre los cultivos.

## Administración y política
Pueblo Nuevo depende del ayuntamiento de Valencia en consideración de barrio del distrito de Poblados del Norte (en valenciano Poblats del Nord). Sin embargo, dada su condición de poblamiento rural, cuenta, de acuerdo con las leyes estatales y autonómicas pertinentes, con un alcalde de barrio que se encarga de velar por el buen funcionamiento del barrio y de las relaciones cívicas, firmar informes administrativos y elevar al ayuntamiento de la ciudad las propuestas, sugerencias, denuncias y reclamaciones de los vecinos.
Según los artículos 80 y 81 del vigente Reglamento de Gobierno y Administración del Ayuntamiento de València, la Alcaldía puede designar una persona como representante personal entre los vecinos que residen en dicho pueblo, el cual debe realizar las funciones encomendadas a los llamados "alcaldes de los pueblos de València".
Asimismo, la Alcaldía puede cesar en cualquier momento a la persona designada representante personal. Por otra parte, los representantes personales de la Alcaldía adquieren carácter de autoridad en el cumplimiento de sus cometidos municipales y son competentes en las materias que expresamente le son delegadas por la Alcaldía.
La persona nombrada como representante personal, también llamada alcalde de barrio, es designada por el o la alcaldesa de turno de la ciudad de València.
En las elecciones municipales del 28 de mayo de 2023, el Partido Popular (PP) resultó vencedor en el municipio de València con el 36.62 %. Tras la toma de posesión al cargo de alcaldesa por parte de María José Catalá, esta nombró como alcaldesa de barrio a Josefa Flores Mena, quien pertenece en el cargo en la actualidad.

## Servicios públicos
La pedanía cuenta con un Centro de Actividades para personas mayores, que ofrece actividades socioculturales, de mantenimiento físico y diversos talleres y cursos.

## Patrimonio
- Iglesia de San Bernardo Mártir: Está situada al sur de la población a dos kilómetros, en el acceso desde Valencia y en sus cercanías existe un pequeño parque.[4] En 1942 se construyó una nueva parroquia en la ermita del Pi, tiempo después se trasladó a su actual emplazamiento donde se inauguró el templo el 16 de octubre de 1951 y se caracteriza por la sobriedad y la sencillez de su conjunto. En ese momento el párroco era don Rafael Alcocer Sarrión. El nombre de la parroquia viene dado por la huerta del Llano de San Bernardo. El origen de la ermita es de la época de los antepasados del marqués de Valldaura, don Vicente Castillo. Cuenta con dos cuerpos: el templo con sus anexos y el de la espadaña con campanas. Tiene una sola nave de planta rectangular y bóveda de cañón apuntado.[13]
- Molí dels Alters (Molino de los Alters): Se trata de un molino harinero y arrocero de finales del siglo XVIII o principios del XIX totalmente pintado de blanco.[14] situado frente a la iglesia de San Bernardo en la curva que hace el Camino de Moncada, y sobre el Brazo de Petra que procede de la acequia de Mestalla, en la partida de los Alters. Hoy en día, se encuentra abandonado, en un estado de conservación regular, con lo que es posible el avance de su progresivo deterioro con el paso del tiempo y la falta de recursos para su debido mantenimiento.[15]

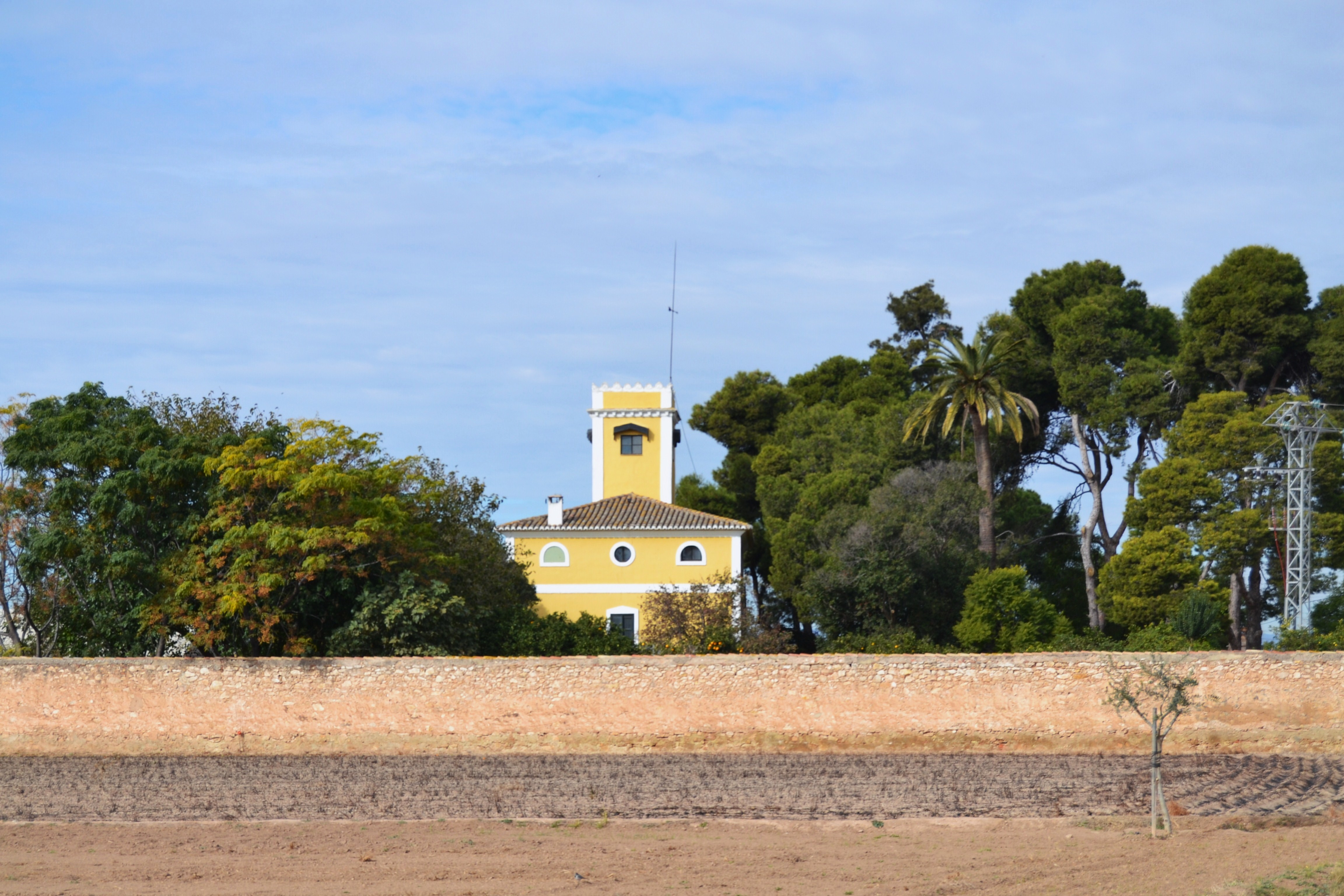
Vista de la alquería del Pi

- Acequia de Mestalla: Esta acequia deriva las aguas del río Turia en una posición intermedia entre los azudes de Mislata y Favara. Es la acequia que ha regado históricamente la zona más inmediata a la ciudad de València y también la que extiende su perímetro de riego hasta el mar en los barrios del Grau, el Cabanyal y la Malvarrosa.[16] En ella destacan tres brazos importantes: Petra, Rambla y Algirós, entre los que se reparten un tercio del agua de la acequia cada uno. La primera bifurcación de la acequia la constituye el llamado brazo de Petra, por la zona del cementerio de Campanar y que llegando al hospital Arnau de Vilanova y la calle de la Safor, va buscando la calle Doctor Nicasio Benlloch y, por la avenida General Avilés, cruzando Juan XXII, busca el camino de Moncada donde se subdivide en dos brazos: uno que se dirige hacia Poble Nou y Carpesa y otro que llega hasta Torrefiel.[17]
- Alquerías: Dentro de los límites de Pueblo Nuevo se hallan numerosas alquerías, algunas de ellas anteriores al siglo XVII. Destaca la alquería del Pi, propiedad primero del conde de Pino Hermoso y más tarde del de Montornés. En la actualidad está reformada y sirve de salón de celebraciones.[14] Son también de interés la alquería de Falcó, anterior a 1698; la alquería Fonda y la alquería de Tallaròs, anterior a 1689.[4]
  - Alquería del Pi: Durante el reinado de Isabel II, en 1836, los ascendientes de la familia valenciana Monzó Giménez deciden construir esta casa con su respectivo jardín tras la adquisición de las huertas a la Colegiata de la Puebla de Valverde de Teruel con la Desamortización de Mendizábal. La familia Monzó Giménez encargó la obra del edificio al maestro de obras Leovigildo Palop, quien imitó las líneas artísticas de la Villas Palladianas de Véneto. Como resultado, actualmente nos encontramos con un conjunto con un espectacular muro perimetral de aproximadamente 400 m de piedra de las mismas canteras que muchos monumentos de Valencia. Para el jardín, se encargó el proyecto a jardineros y arbolistas locales que diseñaron un jardín de 600 m cuadrados. Se trata de un jardín semiurbano con pinceladas "a la inglesa" y pese a que en el pasado se encargó incluir especies exóticas de Australia, Japón y Brasil, también recibe influencia del típico hort o jardín valenciano con especies autóctonas y heredero del influjo árabe y medieval. Además, el jardín cuenta con un pasillo central con zonas de hierbas aromáticas y árboles frutales, adornado además con frescos de alegorías centroeuropeas del pintor Francesc Plá.[18] En la actualidad, este edificio tradicional valenciano ha sido convertido en lugar de referencia para la celebración de bodas, eventos especiales, banquetes o actos sociales.[19]
  - Alquería de Falcó: Los orígenes de esta alquería se remontan a la Baja Edad Media aunque a día de hoy es difícil de concretar porque el nombre de estas alquerías han ido cambiando a lo largo de los siglos, lo que ha dificultado su identificación. El nombre de la alquería se debe al linaje noble valenciano de los Falcó, quienes fueron caballeros en los siglos XVI y XVII. Probablemente desde la época medieval ya sería una alquería señorial, con parte de residencia de la familia noble y otra zona como alquería agrícola y almacén de los campos de su entorno que completaban la propiedad. Gracias a tal como señala una placa situada arriba de la puerta principal de acceso, la alquería fue reconstruida en 1698. Durante su reconstrucción se reutilizaron algunas partes de muros de la anterior alquería ubicada en el lugar. En cuanto a la estructura del edificio, es uno de los mejores ejemplos del barroco valenciano. Además, cuenta con dos o tres plantas según la zona, con las aguas a tres vertientes, cubierta de tejas árabes y alero. También destaca una torre cantonera, pero en concreto la decoración de la fachada principal con la gran portalada de sillares y ventanales enrejados.[20] En los presupuestos de 2018, los vecinos propusieron su rehabilitación, por lo que se eligió uno de los proyectos de rehabilitación más votado por los vecinos. Finalmente en 2022, el Ayuntamiento de València comunicó que el espacio de la alquería de Falcó sería rehabilitado para convertirlo en un centro de día para personas con discapacidad intelectual severa, ofreciendo atención integral y específica a los usuarios. Se prevé que cuente con capacidad para 40 personas, tres unidades específicas centradas en el trastorno del espectro autista, los trastornos de conducta y los procesos de demencia.[21]
  - Alquería Fonda: De esta alquería se sabe que tiene sus orígenes en la Baja Edad Media, tiempo en el que ya se tenía un uso de ella como explotación agrícola, con una parte dedicada a la residencia señorial. Ni en documentos medievales, ni en los primeros años de la época moderna, se ha encontrado información que le de este nombre a la alquería. Esto se debe a que durante siglos fue una propiedad privada. Además, es conocido que en la primera mitad del siglo XX el edificio fue repartido entre dos propietarios. Se trata de una casa de planta basilical con nave central, dos laterales y otra adosada a uno de los laterales. Está construida con muros de tapial, rematando la fachada con un arco de sillería.[22]
  - Alquería de Tallarròs: Esta alquería ubicada en el Pla de Sant Bernart, fue habitada aproximadamente hasta 1980 por unos labradores, que lo abandonaron debido al avanzado estado de ruina del edificio. De ella únicamente quedan restos, donde se observan las grandes transformaciones y ampliaciones sufridas a lo largo de su historia.[23] Actualmente, la alquería está formada por un grupo de edificios y construcciones que fueron el resultado de su crecimiento a lo largo de los siglos. Son de dos plantas, la planta baja estaba dedicada a vivienda y la segunda a andén. Por otra parte, la cubierta del edificio es de teja y la puerta principal posee un arco de medio punto.[24]

## Fiestas patronales
En Pueblo Nuevo, las fiestas patronales se celebran durante los primeros días del mes de septiembre en honor a San Bernardo Mártir. Durante estos días, se realizan diferentes actividades como la "Nit d'embutit amb allioli", seguida de un espectáculo musical. El segundo día se celebra el sopar popular "Truita de Creïlles Gegant", acabando la popular cena con diferentes propuestas de baile y canto. El tercer y último día, tiene lugar la celebración de la misa en honor a San Bernardo Mártir, seguida de una paella gigante popular a mediodía. Ya durante la noche, se lleva a cabo la procesión acompañada por una banda de música, en la que participan diferentes entidades locales, así como los vecinos de la pedanía. Finalmente, las fiestas concluyen con un castillo de fuegos artificiales.

## Centros educativos
Pueblo Nuevo no dispone de guarderías ni centros de educación infantil y primaria. En esta pedanía tampoco encontramos institutos donde estudiar la E.S.O o Bachillerato.
Sin embargo, existe un centro de la Universitat Popular de València. Este organismo, dependiente del Ayuntamiento de Valencia, es considerado un proyecto municipal de desarrollo cultural, cuya finalidad es promover la participación social y la mejora de calidad de vida de los ciudadanos y ciudadanas, a través de la educación continua, la dinamización y la intervención social.
Algunos de sus objetivos son: facilitar la adquisición de las herramientas básicas de lectoescritura y cálculo, potenciar el desarrollo personal y colectivo de los participantes, sensibilizar para la adquisición de hábitos de vida saludables o favorecer el conocimiento y sensibilidad por la cultura popular.

## Transporte público
Pese a su cercanía a la ciudad de València, Pueblo Nuevo no tiene conexión en metro con el centro de la ciudad. No obstante, el servicio de autobús urbano de EMT Valencia, permite a los vecinos de la pedanía acercarse al centro mediante la línea número 26, con varias paradas:
- 282 - Camí de Montcada - Entrada Camí Carpesa
- 284 - Camí de Montcada - Poble Nou
- 284 - Camí de Montcada - Casa d'Àngel
- 300 - Camí de Montcada - Alquería Paella
- 301 - Camí de Montcada - Ctra. Daniel
- 302 - Camí de Montcada - Poble Nou
- 303 - Camí de Montcada - Ctra. Carpesa.[27]

## Clubes ecuestres en Pueblo Nuevo
En la actualidad, Pueblo Nuevo dispone de dos clubes ecuestres, ambos situados en Camino de Moncada.

### Yeguada Roig
Este picadero destaca por sus instalaciones de primera calidad. Además ofrecen clases de equitación para cada nivel y edad, paseos a caballo por los alrededores de Valencia e incluso servicio de doma y pupilaje para caballos particulares.

### Ribes Team - Club ecuestre
La reconocida escuela de quitación ofrece una amplia variedad de servicios como: clases de equitación para todas las edades y niveles, paseos a caballo por el entorno natural de Valencia, entrenamiento y preparación para competiciones y cuidado y mantenimiento de caballos.